# Conizonia warnieri
Conizonia warnieri är en skalbaggsart som först beskrevs av Lucas 1849.  Conizonia warnieri ingår i släktet Conizonia och familjen långhorningar. Inga underarter finns listade i Catalogue of Life.